# 霍伊姆
霍伊姆（德語：Hoym，發音：[hɔʏm] ⓘ）是德国萨克森-安哈尔特州施滕达尔县曾经的一个市镇，面积20.27平方千米，2007年12月31日人口为2,570人。2009年7月15日，霍伊姆与另外4个市镇合并为新市镇塞兰。